# Beniczky Ferenc (politikus)
Beniczei és micsinyei Beniczky Ferenc (Pest, 1833. január 6. – Budapest, Terézváros, 1905. május 14.) Pest-Pilis-Solt-Kiskun vármegye és Kecskemét város főispánja, országgyűlési képviselő, belügyi államtitkár, valóságos belső titkos tanácsos, császári és királyi kamarás, főrendiházi tag, az állami színházak (Magyar Királyi Operaház, Nemzeti Színház) kormánybiztosa.

## Élete
Az ősrégi római katolikus nemesi származású beniczei és micsinyei Beniczky család sarja. Apja, Beniczky Ádám (1786–1843), táblabíró, földbirtokos, anyja, székhelyi Majláth Terézia (1794–1857) asszonyság.
Iskoláit magántanulóként végezte, majd jogi tanfolyamra járt, amelyet 1852-ben fejezett be Budapesten. Ezután többéves tanulmányutat tett Nyugat-Európában és az afrikai kontinensen is. Az 1860-as évek elejétől Zsámbokon gazdálkodott.
Pesten nősült meg 1863. május 18-án a Kálvin téri református templomban. (Krúdy Gyula a A legszebb kékharisnya című művében is említi az eseményt). Felesége Beniczkyné Bajza Lenke írónő. Noha nagynénje, Beniczky Pálné, különösen buzgó katolikus volta miatt ellenezte az elvált asszonnyal való házasságát, a szentszék az asszony első házasságát Heckenast Gusztávval semmisnek nyilvánította, mert annak első – Bajza Heckenastnak már a harmadik volt – felesége, Wigand Ottília Karolina még élt. Két gyermekük született, Agatha, aki megörökölte apja vagyonát és Ferenc, aki 1897-ben tékozlás miatt gyámság alá került, mivel „ifjúságától kezdve mutatott hajlamai leküzdésében gyengének mutatkozott” (1906-ban 38 évesen hunyt el).
1867-ben, a koronázási ünnepségen ő állította össze és vezette Pest megye díszbandériumát. 1868-ban sikertelenül indult a gödöllői országgyűlési mandátumért bátyja, Ödön (1822-1874) ellenében. 1869-től az újonnan felállított honvédség keretében lovas-századosként szolgált (1869. április 18-án nevezte ki az uralkodó a 19. lovasszázadhoz, 1872 májusában szolgálaton kívüli viszonyba helyezték).
1869-ben gödöllői koronai uradalom igazgatójává, majd 1882-ben Jász-Nagykun-Szolnokmegye főispánjává nevezték ki. Közben 1878-ban, az időszakos választásokon bekerült az országgyűlésbe a gödöllői választókerület képviselőjeként. Egyesült ellenzéki programmal választották meg, de hamarosan az Apponyi Albert vezette árnyalathoz csatlakozott, majd független lett. 1880 novemberében kilépett a párt klubjából és mandátumát is leadta, 1881-ben pedig már nem jelöltette magát.
1884-től belügyminiszteri államtitkár volt. 1888. január 5-én az állami színházak kormánybiztosa, majd 1889-ben intendánsa lett. 1890 végén kinevezték Kecskemét és Pest-Pilis-Solt-Kiskun vármegye főispánjává is, miközben intendánsi tisztségét 1891. február 1-jéig, utódja, Zichy Géza hivatalba lépéséig még el kellett látnia. Ezek mellett először az illavai (1884–1887), majd a bánátkomlósi (1887–1890) választókerület képviselője is volt.
16 éven keresztül volt a Magyar-Francia Biztosító Részvénytársaság igazgatóságának, majd felügyelőbizottságának elnöke. A Szent István-rend közép-, a Ferenc József-rend és több külföldi rend nagykeresztese volt. 1900-ban, főispáni jubileuma alkalmából több településen is díszpolgárrá választották. Újpesten ezenkívül a nevére egy 2000 koronás alapítványt is létesítettek, amely célja a közigazgatási tanfolyam hallgatóinak segítése volt. Ugyanebben az évben az uralkodó a főrendiház „élethossziglani tagjává” nevezte ki.
Felesége halálát követően 10 nappal, 1905. április 12-én nyugalomba vonult. A király ekkor adományozta neki a Ferenc József-rend nagykeresztjét. 1905. május 14-én hunyt el, este fél 9 órakor ütőér-elmeszesedés következtében. A zsámboki templom kriptájába temették el 1905. május 18-án délelőtt a római katolikus egyház szertartása szerint. Temetésén Lippich Gusztáv Jász-Nagykun-Szolnok főispánja és Bagossy Károly alispán is képviselte a vármegyét.

## Kitüntetései
| Dátum          | Elnevezés                               | Indoklás                                              |
| -------------- | --------------------------------------- | ----------------------------------------------------- |
| 1905. ápr. 12. | Ferenc József-rend nagykeresztje        | sok évi szolgálata alatt szerzett érdemei             |
| 1901. máj. 1.  | perzsa nap- és oroszlánrend I. osztály  |                                                       |
| 1900. nov. 21. | élethossziglan főrendiházi tag          |                                                       |
| 1900. nov.     | Kiskunfélegyháza és Újpest díszpolgára  | Pest-Pilis-Solt-Kiskun vármegyei főispáni jubileumára |
| 1900. okt. 29. | Szentendre díszpolgára                  | Pest-Pilis-Solt-Kiskun vármegyei főispáni jubileumára |
| 1900. okt. 23. | Vác díszpolgára                         | Pest-Pilis-Solt-Kiskun vármegyei főispáni jubileumára |
| 1900. aug. 29. | Kecskemét díszpolgára                   | Pest-Pilis-Solt-Kiskun vármegyei főispáni jubileumára |
| 1899. aug. 23. | királyi román korona-rend nagykeresztje |                                                       |
| 1895. nov. 28. | szerb kir. Takowa-rend nagykeresztje    |                                                       |
| 1890. nov. 1.  | Szent István-rend középkeresztje        | intendánsi minőségében szerzett kiváló érdemei        |
| 1889. jún. 16. | belső titkos tanácsosi cím              |                                                       |
| 1884. nov. 9.  | Szolnok díszpolgára                     | Jász-Nagykun-Szolnok vármegye volt főispánjaként      |

## További irodalom
- Vasárnapi Ujság, 47. évf. 47. sz. (1900. november 25.)

| Elődje: gr. Batthyány József | Jász-Nagykun-Szolnok vármegye főispánja 1881. december 15. – 1884. ősze | Utódja: Balogh Imre |

| Elődje: gr. Szapáry István | Pest-Pilis-Solt-Kiskun vármegye főispánja 1890. – 1905. május 14. | Utódja: Gulner Gyula |